# Peyrat-la-Nonière
Peyrat-la-Nonière è un comune francese di 476 abitanti situato nel dipartimento della Creuse nella regione della Nuova Aquitania.

## Società

### Evoluzione demografica
Abitanti censiti